# Polylepiscus heterosculptus
Polylepiscus heterosculptus är en mångfotingart som först beskrevs av Carl 1902.  Polylepiscus heterosculptus ingår i släktet Polylepiscus och familjen Aphelidesmidae.

## Underarter
Arten delas in i följande underarter:
- P. h. heterosculptus
- P. h. pococki